# Serge Cosseron
 (janvier 2018).
Serge Cosseron est un auteur, historien français né le 5 août 1949.

## Biographie
Serge Cosseron est titulaire d'une maîtrise d'histoire, rédigée sous la direction de Jacques Droz en 1971 à l'université de Paris 1 : "Naissance et développement du mouvement gauchiste en Allemagne : jusqu'à la fondation du Parti ouvrier communiste d'Allemagne (1916-1920)"
Il a été militant politique dans la mouvance issue de Socialisme ou barbarie.
Éditeur de profession, il est devenu un spécialiste de l'Allemagne sous la République de Weimar (1919-1933), plus particulièrement de la Révolution allemande de 1918-1919, et des mouvements sociaux contemporains. Il a par ailleurs publié plusieurs ouvrages sur les guerres napoléoniennes ainsi que sur l'Allemagne contemporaine et, aussi, quelques portraits de grandes figures du passé — Galilée, Napoléon et Joséphine.
Il lui arrive, comme en avril 2022, dans le contexte de l'élection présidentielle, d'être consulté par telle ou telle chaîne de télévision à propos de ce qui rapproche ou, au contraire, différencie les divers courants de la gauche radicale (NPA, Lutte ouvrière, etc.).

## Publications
- Dictionnaire de l'extrême gauche (direction d'ouvrage), Paris, Larousse, coll. « À Présent », 2007  (ISBN 2035826209)
- Les Mensonges du IIIe Reich, Perrin, 2007
- Les Rois de France, avec Sylvie Albou-Tabart, Daniel Bernard, David Gaussen, Hachette, 2006
- (avec Philippe Faverjon): L'Europe de 1815 à nos jours: Une histoire et une chronologie commentée, 1991
- Dictionnaire biographique du mouvement ouvrier international (participation au tome « Allemagne »)